# Chicago Stadium
Il Chicago Stadium era un'arena coperta di Chicago, nell'Illinois. L'impianto venne edificato nel 1929 e fu demolito nel 1995.
Nel corso degli anni ha ospitato le partite di pallacanestro dei Chicago Bulls, Chicago Packers e Chicago Stags. È stata inoltre la sede degli incontri di hockey su ghiaccio dei Chicago Blackhawks (dal 1929 al 1994), e delle partite di calcio dei Chicago Sting (dal 1980 al 1988).